# 李驥 (洪武進士)
李驥（1367年—1436年），字尚德，中書省兖州郯城縣（今山東临沂市郯城縣）人，明朝政治人物、進士出身。

## 生平
洪武十八年，登進士二甲第一百零三名（《明史》等記載為洪武二十六年舉人，為誤）。後授予戶科給事中，洪武年間管理市場盤問商旅極為苛刻，李驥上奏請求停止，不久被告發違紀免職。建文帝即位後，李驥被舉薦為新鄉縣知縣，任內安撫流民，提供農具從事生產，數千人因此返回家園。李驥母喪丁憂，當地官員百姓先後四次上奏請求留任，但沒有獲得批准。李驥丁憂期滿後，永樂二年，改任東安縣知縣，任內為民請願、重修東安縣城防大門，因此獲得吏部侍郎李昶等人舉薦，升任刑部郎中。因事牽連，被貶保安衛。
洪熙元年，明仁宗批准起用，李驥擔任監察御史，期間上書十條治國安民策略，獲得採納。宣德五年（1430年），李驥前往巡視糧倉，發現軍人高祥偷竊軍糧，李驥將其逮捕、嚴加拷問。當時按《大明律》規定軍官犯罪需請旨奏報，但李驥未經程序就審查，被定“應奏不奏”，被罷免。與此同時，高祥父親散播謠言，稱高祥與張貴等人一同盜竊，李驥接受了張貴賄賂，所以只罰高祥一人。刑部侍郎施禮提議將李驥處死。李驥上書申辯，明宣宗接受申辯、並要求施禮與都察院再次調查，最終證明了李驥清白。明宣宗斥責了施禮、恢復李驥官職。
宣德五年十一月，李驥升任河南府知府。任內政績突出，之前河南府境內有盜竊，李驥建立火甲制度，明確如果一戶被盜，由戶所在甲的百姓全部負責賠償。而一旦查出盜賊，就在其家門上寫“盜賊之家”字樣。此外他還撰寫《勸教文》宣揚教化，之後民風大變，河南府境內路不拾遺。其境內有伊王府，伊王朱顒炔多次用私事託付李驥，李驥均不聽從。伊王府的內臣與兵士經常為害百姓，也被李驥阻止，因此特別忌恨李驥。有一年冬至，朱顒炔命李驥在四更時分去王府行禮，李驥如期抵達，朱顒炔卻誣陷其遲到，並將其捆綁懲罰，次日才釋放。李驥將此事上報明宣宗，宣宗大怒，下詔斥責朱顒炔，並將伊王府的承奉、長史、典儀等逮捕入獄。
李驥為官端正謹慎，在河南府任職六年後去世，享年七十歲。死後當地官員百姓為其吊唁失聲痛哭。死後由楊榮撰寫《河南府知府李君驥墓志》，收錄於《國朝獻徵錄》（卷之九十三）。

## 家族
有子李鄰，為永樂年間舉人，駙馬都尉府學錄；孫李泰，為正統四年進士，官至刑部主事；曾孫李撝謙，天順年間舉人，為通判。

## 轶事
李驥對自我品格要求很高，在河南府任內，他在官署後面種上松、竹、梅，每次做完公事，常在那裡停留。他稱“三友加上我一人，豈不是四友麼？”於是將自己居室命名為“四友堂”。蕭良有在其《龙文鞭影》中有詩《九佳》，內有“四友題署，三畏名齋。”即記錄此事。